# 2e étape du Tour de France Femmes 2024
Pour un article plus général, voir Tour de France Femmes 2024.
La 2e étape du Tour de France Femmes 2024 se déroule le mardi 13 août 2024 entre Dordrecht et Rotterdam, aux Pays-Bas, sur une distance de 70 kilomètres. Elle se déroule le même jour que la 3e étape.

## Déroulement de la course
Une chute scinde le peloton en trois au bout de deux kilomètres. À quarante kilomètres de l'arrivée,  Audrey De Keersmaeker parvient à s'extraire du peloton. Elle est reprise trente kilomètres plus loin. Au sprint, Lorena Wiebes est parfaitement emmenée par Barbara Guarischi, mais Charlotte Kool la remonte et s'impose.

## Résultats

### Classement de l'étape
| Classement de la 2e étape | Classement de la 2e étape | Classement de la 2e étape | Classement de la 2e étape | Classement de la 2e étape |
|                           | Coureur                   | Pays                      | Équipe                    | Temps                     |
| ------------------------- | ------------------------- | ------------------------- | ------------------------- | ------------------------- |
| 1er                       | Charlotte Kool            | Pays-Bas                  | Team dsm-firmenich PostNL | en 1 h 32 min 49 s        |
| 2e                        | Lorena Wiebes             | Pays-Bas                  | SD Worx-Protime           | + 0 s                     |
| 3e                        | Marianne Vos              | Pays-Bas                  | Team Visma-Lease a Bike   | + 0 s                     |
| 4e                        | Lotta Henttala            | Finlande                  | EF-Oatly-Cannondale       | + 0 s                     |
| 5e                        | Elisa Balsamo             | Italie                    | Lidl-Trek                 | + 0 s                     |
| 6e                        | Rachele Barbieri          | Italie                    | Team dsm-firmenich PostNL | + 0 s                     |
| 7e                        | Mylène de Zoete           | Pays-Bas                  | Ceratizit-WNT Pro Cycling | + 0 s                     |
| 8e                        | Maggie Coles-Lyster       | Canada                    | Roland                    | + 0 s                     |
| 9e                        | Martina Alzini            | Italie                    | Cofidis                   | + 0 s                     |
| 10e                       | Puck Pieterse             | Pays-Bas                  | Fenix-Deceuninck          | + 0 s                     |
| modifier                  |                           |                           |                           |                           |

### Bonifications en temps
|   | Coureur        | Pays     | Équipe                    | Secondes |
| - | -------------- | -------- | ------------------------- | -------- |
| 1 | Charlotte Kool | Pays-Bas | Team dsm-firmenich PostNL | 10 s     |
| 2 | Lorena Wiebes  | Pays-Bas | SD Worx-Protime           | 6 s      |
| 3 | Marianne Vos   | Pays-Bas | Team Visma-Lease a Bike   | 4 s      |

### Points attribués
| \| Arrivée d'étape Rotterdam (km 69,7) \| Arrivée d'étape Rotterdam (km 69,7) \| Arrivée d'étape Rotterdam (km 69,7) \| Arrivée d'étape Rotterdam (km 69,7) \| Arrivée d'étape Rotterdam (km 69,7) \| \| ----------------------------------- \| ----------------------------------- \| ----------------------------------- \| ----------------------------------- \| ----------------------------------- \| \| \| Coureur \| Pays \| Équipe \| Point(s) \| \| 1er \| Charlotte Kool \| Pays-Bas \| Team dsm-firmenich PostNL \| 50 \| \| 2e \| Lorena Wiebes \| Pays-Bas \| SD Worx-Protime \| 30 \| \| 3e \| Marianne Vos \| Pays-Bas \| Team Visma-Lease a Bike \| 20 \| \| 4e \| Lotta Henttala \| Finlande \| EF-Oatly-Cannondale \| 18 \| \| 5e \| Elisa Balsamo \| Italie \| Lidl-Trek \| 16 \| \| 6e \| Rachele Barbieri \| Italie \| Team dsm-firmenich PostNL \| 14 \| \| 7e \| Mylène de Zoete \| Pays-Bas \| Ceratizit-WNT Pro Cycling \| 12 \| \| 8e \| Maggie Coles-Lyster \| Canada \| Roland \| 10 \| \| 9e \| Martina Alzini \| Italie \| Cofidis \| 8 \| \| 10e \| Puck Pieterse \| Pays-Bas \| Fenix-Deceuninck \| 7 \| \| 11e \| Kathrin Schweinberger \| Autriche \| Ceratizit-WNT Pro Cycling \| 6 \| \| 12e \| Emilia Fahlin \| Suède \| Arkéa-B&B Hotels \| 5 \| \| 13e \| Thalita de Jong \| Pays-Bas \| Lotto Dstny Ladies \| 4 \| \| 14e \| Anniina Ahtosalo \| Finlande \| Uno-X Mobility \| 3 \| \| 15e \| Cédrine Kerbaol \| France \| Ceratizit-WNT Pro Cycling \| 2 \| \| modifier \| \| \| \| \| |                       |          |                           |          |
| Arrivée d'étape Rotterdam (km 69,7) |                       |          |                           |          |
| | Coureur               | Pays     | Équipe                    | Point(s) |
| 1er | Charlotte Kool        | Pays-Bas | Team dsm-firmenich PostNL | 50       |
| 2e | Lorena Wiebes         | Pays-Bas | SD Worx-Protime           | 30       |
| 3e | Marianne Vos          | Pays-Bas | Team Visma-Lease a Bike   | 20       |
| 4e | Lotta Henttala        | Finlande | EF-Oatly-Cannondale       | 18       |
| 5e | Elisa Balsamo         | Italie   | Lidl-Trek                 | 16       |
| 6e | Rachele Barbieri      | Italie   | Team dsm-firmenich PostNL | 14       |
| 7e | Mylène de Zoete       | Pays-Bas | Ceratizit-WNT Pro Cycling | 12       |
| 8e | Maggie Coles-Lyster   | Canada   | Roland                    | 10       |
| 9e | Martina Alzini        | Italie   | Cofidis                   | 8        |
| 10e | Puck Pieterse         | Pays-Bas | Fenix-Deceuninck          | 7        |
| 11e | Kathrin Schweinberger | Autriche | Ceratizit-WNT Pro Cycling | 6        |
| 12e | Emilia Fahlin         | Suède    | Arkéa-B&B Hotels          | 5        |
| 13e | Thalita de Jong       | Pays-Bas | Lotto Dstny Ladies        | 4        |
| 14e | Anniina Ahtosalo      | Finlande | Uno-X Mobility            | 3        |
| 15e | Cédrine Kerbaol       | France   | Ceratizit-WNT Pro Cycling | 2        |
| modifier |                       |          |                           |          |

### Prix de la combativité
- Audrey De Keersmaeker (Lotto Dstny Ladies)

## Classements à l'issue de l'étape

### Classement général
| Classement général | Classement général           | Classement général | Classement général        | Classement général |
|                    | Coureur                      | Pays               | Équipe                    | Temps              |
| ------------------ | ---------------------------- | ------------------ | ------------------------- | ------------------ |
| 1er                | Charlotte Kool               | Pays-Bas           | Team dsm-firmenich PostNL | en 4 h 20 min 9 s  |
| 2e                 | Anniina Ahtosalo             | Finlande           | Uno-X Mobility            | + 14 s             |
| 3e                 | Lorena Wiebes                | Pays-Bas           | SD Worx-Protime           | + 14 s             |
| 4e                 | Marianne Vos                 | Pays-Bas           | Team Visma-Lease a Bike   | + 16 s             |
| 5e                 | Elisa Balsamo                | Italie             | Lidl-Trek                 | + 16 s             |
| 6e                 | Lotta Henttala               | Finlande           | EF-Oatly-Cannondale       | + 20 s             |
| 7e                 | Mylène de Zoete              | Pays-Bas           | Ceratizit-WNT Pro Cycling | + 20 s             |
| 8e                 | Emilia Fahlin                | Suède              | Arkéa-B&B Hotels          | + 20 s             |
| 9e                 | Kathrin Schweinberger        | Autriche           | Ceratizit-WNT Pro Cycling | + 20 s             |
| 10e                | Kimberley Le Court de Billot | Maurice            | AG Insurance-Soudal       | + 20 s             |
| modifier           |                              |                    |                           |                    |

| Classement par points | Classement par points | Classement par points | Classement par points     | Classement par points |
| --------------------- | --------------------- | --------------------- | ------------------------- | --------------------- |
|                       | Coureur               | Pays                  | Équipe                    | Point(s)              |
| 1er                   | Charlotte Kool        | Pays-Bas              | Team dsm-firmenich PostNL | 100 points            |
| 2e                    | Marianne Vos          | Pays-Bas              | Team Visma-Lease a Bike   | 61 pts                |
| 3e                    | Elisa Balsamo         | Italie                | Lidl-Trek                 | 36 pts                |
| 4e                    | Lotta Henttala        | Finlande              | EF-Oatly-Cannondale       | 36 pts                |
| 5e                    | Anniina Ahtosalo      | Finlande              | Uno-X Mobility            | 33 pts                |
| 6e                    | Lorena Wiebes         | Pays-Bas              | SD Worx-Protime           | 30 pts                |
| 7e                    | Mylène de Zoete       | Pays-Bas              | Ceratizit-WNT Pro Cycling | 24 pts                |
| 8e                    | Ruby Roseman-Gannon   | Australie             | Liv-AlUla-Jayco           | 20 pts                |
| 9e                    | Marthe Truyen         | Belgique              | Fenix-Deceuninck          | 17 pts                |
| 10e                   | Anna Henderson        | Royaume-Uni           | Team Visma-Lease a Bike   | 15 pts                |
| modifier              |                       |                       |                           |                       |

| Classement de la meilleure grimpeuse | Classement de la meilleure grimpeuse | Classement de la meilleure grimpeuse | Classement de la meilleure grimpeuse | Classement de la meilleure grimpeuse |
| ------------------------------------ | ------------------------------------ | ------------------------------------ | ------------------------------------ | ------------------------------------ |
|                                      | Coureur                              | Pays                                 | Équipe                               | Point(s)                             |
| 1er                                  | Cristina Tonetti                     | Italie                               | Laboral Kutxa-Fundación Euskadi      | 2 points                             |
| 2e                                   | Ruby Roseman-Gannon                  | Australie                            | Liv AlUla Jayco                      | 1 pt                                 |
| modifier                             |                                      |                                      |                                      |                                      |

| Classement général de la meilleure jeune | Classement général de la meilleure jeune | Classement général de la meilleure jeune | Classement général de la meilleure jeune | Classement général de la meilleure jeune |
|                                          | Coureur                                  | Pays                                     | Équipe                                   | Temps                                    |
| ---------------------------------------- | ---------------------------------------- | ---------------------------------------- | ---------------------------------------- | ---------------------------------------- |
| 1er                                      | Anniina Ahtosalo                         | Finlande                                 | Uno-X Mobility                           | en 4 h 20 min 23 s                       |
| 2e                                       | Fem van Empel                            | Pays-Bas                                 | Team Visma-Lease a Bike                  | + 6 s                                    |
| 3e                                       | Puck Pieterse                            | Pays-Bas                                 | Fenix-Deceuninck                         | + 6 s                                    |
| 4e                                       | Linda Riedmann                           | Allemagne                                | Team Visma-Lease a Bike                  | + 6 s                                    |
| 5e                                       | Ilse Pluimers                            | Pays-Bas                                 | AG Insurance-Soudal                      | + 6 s                                    |
| 6e                                       | Shirin van Anrooij                       | Pays-Bas                                 | Lidl-Trek                                | + 6 s                                    |
| 7e                                       | Cristina Tonetti                         | Italie                                   | Laboral Kutxa-Fundación Euskadi          | + 6 s                                    |
| 8e                                       | Marion Bunel                             | France                                   | St Michel-Mavic-Auber93                  | + 6 s                                    |
| 9e                                       | Francesca Barale                         | Italie                                   | Team dsm-firmenich PostNL                | + 6 s                                    |
| 10e                                      | Camille Fahy                             | France                                   | St Michel-Mavic-Auber93                  | + 6 s                                    |
| modifier                                 |                                          |                                          |                                          |                                          |

| Classement par équipes | Classement par équipes    | Classement par équipes | Classement par équipes |
|                        | Équipe                    | Pays                   | Temps                  |
| ---------------------- | ------------------------- | ---------------------- | ---------------------- |
| 1re                    | Ceratizit-WNT Pro Cycling | Allemagne              | en 13 h 1 min 27 s     |
| 2e                     | Team dsm-firmenich PostNL | Pays-Bas               | + 0 s                  |
| 3e                     | EF-Oatly-Cannondale       | États-Unis             | + 0 s                  |
| 4e                     | SD Worx-Protime           | Pays-Bas               | + 0 s                  |
| 5e                     | Team Visma-Lease a Bike   | Pays-Bas               | + 0 s                  |
| 6e                     | Fenix-Deceuninck          | Belgique               | + 0 s                  |
| 7e                     | Liv-AlUla-Jayco           | Australie              | + 0 s                  |
| 8e                     | Uno-X Mobility            | Norvège                | + 0 s                  |
| 9e                     | Human Powered Health      | États-Unis             | + 0 s                  |
| 10e                    | Lidl-Trek                 | États-Unis             | + 0 s                  |
| modifier               |                           |                        |                        |

## Abandons
Aucune coureuse n'a abandonné au cours de l'étape.